# 真相之眼
《真相之眼》是細野不二彥創作的日本漫畫作品。於《Big Comic Spirits》（小學館）1992年開始進行不定期連載，至2005年9月最終刊。2016年於同誌創刊35週年紀念的短期集中連載於《月刊!Spirits》上刊載。之後於2017年移動至《Big Comic增刊號》上繼續連載。單行本已發行至34冊。33卷收錄短期集中連載的內容。
於1995年獲得第41屆小學館漫畫賞。
另有改編網路劇，及2005年改編的電視動畫。

## 故事簡介
專門從事偽造、復製並銷售藝術品的【贗品藝廊】(Gallery Fake)所有人，藤田玲司（ふじた れいじ），周遊世界各國，透過各種人物角色和藝術品來揭露、探索、發掘歷史與近代各種藝術品背後的故事與人的連結。主角藤田玲司曾為紐約大都會博物館學藝員，具有高超的鑑定與作品修復的技巧，與助手莎羅·哈里發（サラ・ハリファ）一起追求、探索人類文明與藝術的美與結晶，並把藝術留給懂得鑑賞的人，而非暴發戶、投資客、或其他假道學的藝術鑑賞家。
本作除了對藝術，古董，歷史，古文明、神話等進行了多方面的考證與描繪，並對藤田與莎羅的淡淡愛意進行了側寫。作品形式以短篇聚集而成，每個短篇都有與故事相關的新角色加入，除了各種鮮活的人物群像與藝術品故事外，作品還剖析與藝術有關的社會、時事問題，風格涉及相關領域的商業問題，推理懸疑，人類社會模式，驚悚事件，制度缺陷、文化衝突等。

## 登場人物
配音員按照【網路劇 / 電視動畫】順序排列。
藤田玲司（聲：子安武人 / 森川智之）
本作主角，經營【贗品藝廊】(Gallery Fake)的藝術品經銷商。大都會藝術博物館（MET）的前學藝員/策展人。
背景設計為三十多歲的男性，身材中等偏重。西/東方藝術、雕塑、陶器、古董藝術、民間藝術，甚至是玩具皆有涉獵，對大部分藝術形式都有專業的見解，並在鑑價和鑑定（評估）方面非常出色。此外，他也具有很高的複制和修復技術水平，尤其擅長偽造西方繪畫。從表面上看，他經營著一家名為【贗品藝廊】的經銷與展覽空間，專門從事複製與銷售名畫復製品，但在幕後，同時處理逃稅與被盜藝術品等正規市場無法處理的物件，以地下盤商的價格出售、運送等，在藝術界被許多藝術產業人士視為麻煩。他精通商業模式和語言，擅長討價還價，並且與黑社會與地下組織等有聯繫，兼具精明狡猾的商人與藝術家的特性。
父親為日本畫家，在複製藝術品產業中被藝術界追捧，從小就接觸藝術。從學校畢業後，他被大都會藝術博物館（MET）聘為學藝員並擔任策展人，因其天才的技術，豐富的知識和對藝術的熱情而被譽為【教授】。但由於他意識到改變產業的不公與迂腐，被管理層當成替罪羔羊而不得不退休。此後，返回日本，在菱沼棋一郎旗下工作，並從他那裡學習進入地下藝術品產業。
儘管被認為是邪惡的地下藝術品交易商，但美感/藝術專業與大都會藝術博物館（MET）時期同樣高深，樂於對抗產業中沒有美感和藝術界毫無素養的官僚體系。畫廊中的贗品展覽總是混有真實作品，觀眾在不知其是真實作品的情況下停下來欣賞它們，實際去體會大師傑作之美。地下業務以虛高的價格將偽造品偽裝為真品來出售，欺騙缺乏鑑賞能力的但有購買力的買家，但對於那些了解美的人來說，願意以廉價的交換條件把作品售出。不遺餘力地支持有藝術才能的人，並為藝術的傳承做出許多努力與付出。鑒於藤田眾多不同的面相，有些了解他的人便轉而支持他的做法，有些角色則試圖將藤田帶回檯面上的正規藝術產業，有些則視其為眼中釘，學藝員時代的朋友大多對他現在的做法感到失望。

地下藝術品交易多以億為單位，租用古城作為藝術品保存中心，但自己住在沒有浴室的舊公寓中，熱衷抽菸與帕青哥，愛吃螃蟹，與許多女性關係匪淺。在與助手莎羅長期相處後產生淡淡情愫。命名來自日本知名畫家藤田嗣治。
莎羅・哈里發（聲：西村千奈美 / 川澄綾子）
本作女主角，擔任藤田玲司的助手，就職於【贗品藝廊】(Gallery Fake)。
美麗的中東女孩，皮膚黝黑，長黑髮。年齡未知（曾於網路交友平台上自稱為19歲。）外表，言語和舉止活潑單純，與一般女孩無異，實際上來自中東王室，擁有龐大的資產並長期住在飯店總統套房。右臂上有燒傷的痕跡。由於戰爭的緣故離家，在日本與正在處理梵谷「向日葵」的藤田相遇，因緣際會下開始為【贗品藝廊】(Gallery Fake)工作。
來自【阿拉伯聯合酋長國】的皇室家族，由年輕時就熟悉西方藝術的父母撫養長大。由於政變導致父母雙亡，並迫使她離家（右臂於此時受傷），政變的細節未在漫畫透露，但仍有親戚在世，並保留了父母的巨大遺產。漫畫中有幾集曾回到自己的國家，目前由於愛上了藤田，長期居留日本。

儘管她的藝術和鑑定知識水準近似於業餘愛好者，但是由於她從童年時代就有與一流藝術品接觸的經驗，因而具有敏銳的審美，例如對畫面的敏感性和色彩感。另外，她對於自己認為好的商品願意付出巨額費用，也由於來自上層階級，有很好的關係網絡並長期贊助慈善機構
三田村小夜子（聲：嘉數由美 / 雪野五月）
另一位主角，跟藤田玲司的亦敵亦友的對手之一。私立高田美術館館長。紐約現代藝術博物館前策展人。
具有天份、幹練認真的美麗女性。 出場時為28歲。畢業於耶魯大學，是第一位在紐約現代藝術博物館擔任策展人的日本女性。擁有很高的藝術知識和眼光，由於她的專業和能力，被招募為高田美術館的館長。由於日本藝術產業傳統與風氣和全球標準背道而馳，她時常挑戰並改革日本藝術產業的傳統與弊端，例如不當的管理方式、過分封閉的市場以及模糊的作品真實性問題。被稱為「藝術界的聖女貞德」，友誼非常廣泛，與日本和海外各行各業的人都有交流。

非常崇拜MET時期的藤田玲司，因而批評現在的藤田是「日本藝術界的毒瘤」。初期曾嘗試與許多人一起把藤田拉回正規藝術產業，後期慢慢了解藤田的作為後有所改觀，依然認為藤田應該回到藝術產業，與她一起改革現有日本藝術界的風氣。

## 出版書籍
單行本
| 冊數 | 小學館         | 小學館                 |
| 冊數 | 發售日期       | ISBN                   |
| ---- | -------------- | ---------------------- |
| 1    | 1992年8月29日  | ISBN 4-09-183021-8     |
| 2    | 1993年7月30日  | ISBN 4-09-183022-6     |
| 3    | 1994年2月28日  | ISBN 4-09-183023-4     |
| 4    | 1994年7月30日  | ISBN 4-09-183024-2     |
| 5    | 1995年1月30日  | ISBN 4-09-183025-0     |
| 6    | 1995年6月30日  | ISBN 4-09-183026-9     |
| 7    | 1995年10月30日 | ISBN 4-09-183027-7     |
| 8    | 1996年4月27日  | ISBN 4-09-183028-5     |
| 9    | 1996年9月30日  | ISBN 4-09-183029-3     |
| 10   | 1997年1月30日  | ISBN 4-09-183030-7     |
| 11   | 1997年9月30日  | ISBN 4-09-184611-4     |
| 12   | 1998年2月26日  | ISBN 4-09-184612-2     |
| 13   | 1998年6月30日  | ISBN 4-09-184613-0     |
| 14   | 1998年10月30日 | ISBN 4-09-184614-9     |
| 15   | 1999年1月30日  | ISBN 4-09-184615-7     |
| 16   | 1999年4月27日  | ISBN 4-09-184616-5     |
| 17   | 1999年9月30日  | ISBN 4-09-184617-3     |
| 18   | 2000年1月29日  | ISBN 4-09-184618-1     |
| 19   | 2000年5月30日  | ISBN 4-09-184619-X     |
| 20   | 2000年9月30日  | ISBN 4-09-184620-3     |
| 21   | 2001年3月30日  | ISBN 4-09-186181-4     |
| 22   | 2001年6月30日  | ISBN 4-09-186182-2     |
| 23   | 2001年9月29日  | ISBN 4-09-186183-0     |
| 24   | 2002年1月30日  | ISBN 4-09-186184-9     |
| 25   | 2002年5月30日  | ISBN 4-09-186185-7     |
| 26   | 2002年10月30日 | ISBN 4-09-186186-5     |
| 27   | 2003年2月28日  | ISBN 4-09-186187-3     |
| 28   | 2003年6月30日  | ISBN 4-09-186188-1     |
| 29   | 2003年10月30日 | ISBN 4-09-186189-X     |
| 30   | 2004年4月30日  | ISBN 4-09-186190-3     |
| 31   | 2004年9月30日  | ISBN 4-09-187391-X     |
| 32   | 2005年4月26日  | ISBN 4-09-187392-8     |
| 33   | 2016年11月30日 | ISBN 978-4-09-189312-3 |
| 34   | 2018年9月28日  | ISBN 978-4-09-860099-1 |
| 35   | 2020年12月25日 | ISBN 978-4-09-860798-3 |

文庫版
| 冊數 | 小學館         | 小學館                 |
| 冊數 | 發售日期       | ISBN                   |
| ---- | -------------- | ---------------------- |
| 1    | 2002年11月15日 | ISBN 4-09-192661-4     |
| 2    | 2002年11月15日 | ISBN 4-09-192662-2     |
| 3    | 2002年12月14日 | ISBN 4-09-192663-0     |
| 4    | 2002年12月14日 | ISBN 4-09-192664-9     |
| 5    | 2003年1月17日  | ISBN 4-09-192665-7     |
| 6    | 2003年1月17日  | ISBN 4-09-192666-5     |
| 7    | 2003年2月15日  | ISBN 4-09-192667-3     |
| 8    | 2003年2月15日  | ISBN 4-09-192668-1     |
| 9    | 2003年3月15日  | ISBN 4-09-192669-X     |
| 10   | 2003年3月15日  | ISBN 4-09-192670-3     |
| 11   | 2007年2月15日  | ISBN 978-4-09-196061-0 |
| 12   | 2007年2月15日  | ISBN 978-4-09-196062-7 |
| 13   | 2007年3月15日  | ISBN 978-4-09-196063-4 |
| 14   | 2007年3月15日  | ISBN 978-4-09-196064-1 |
| 15   | 2007年4月14日  | ISBN 978-4-09-196065-8 |
| 16   | 2007年4月14日  | ISBN 978-4-09-196066-5 |
| 17   | 2007年5月15日  | ISBN 978-4-09-196067-2 |
| 18   | 2007年5月15日  | ISBN 978-4-09-196068-9 |
| 19   | 2007年6月15日  | ISBN 978-4-09-196069-6 |
| 20   | 2007年6月15日  | ISBN 978-4-09-196070-2 |
| 21   | 2007年7月14日  | ISBN 978-4-09-196071-9 |
| 22   | 2007年7月14日  | ISBN 978-4-09-196072-6 |
| 23   | 2007年8月11日  | ISBN 978-4-09-196073-3 |

### 相關書籍
- 《ギャラリーフェイクthe best》〈Big Comics〉
  - 2004年9月30日發售、ISBN 4-09-187702-8（自選集）

- 《ギャラリーフェイク美術館》〈Big Comics Special〉

著／井出洋一郎 作／細野不二彦
- 2005年9月30日發售、ISBN 4-09-187393-6

## 網路劇
網路劇從2003年2月1日至7月25日進行播放。
由Big Comic Spirits營運的網站「SPINET」上進行配信，並且採用付費會員制才可觀看媒體內容，本作是使用FLASH製作的有聲漫畫。會費分為每個月1000日圓（含稅）並且有1個月的觀賞期限的「月費會員」與另外1天付250日圓觀賞的「日費會員」。全18回。

## 電視動畫
電視動畫於2005年1月8日至2005年9月24日在東京電視台系列進行放送。旁白由石坂浩二負責。

### 製作人員
- 原作 - 細野不二彦
- 監督 - 西森章（1話 - 12話）、山崎理（13話 - 37話）
- 系列構成 - 十川誠志（1話 - 12話）
- 人物設計、總作画監督 - 佐佐木敏子
- 美術監督 - 青井孝、中村典史
- 色彩設計 - 伊藤靖子
- 攝影監督 - 久保博志（1話 - 25話）、今泉秀樹（26話 - 37話）
- 編輯 - 櫻井崇
- 音樂 - Face 2 fAKE with 勝手にしやがれ
- 音響監督 - 小林克良
- 製作人  - 小林教子、岩上敦宏
- 動畫製作 - 東京Movie（1話 - 25話）、東京KIDS（26話 - 37話）
- 製作 - 東京電視台、Aniplex

### 主題曲
片頭曲
（1話 - 25話）
作詞・作曲 - 武藤昭平 / 編曲、歌 - 勝手にしやがれ
（26話 - 最終話）
作詞 - 山口進 / 作曲 - OUTLAW / 編曲 - OUTLAW & 片岡大志 / 歌 -  OUTLAW
片尾曲
（1話 - 12話）
作詞 - 田村キョウコ、砂田和俊 / 作曲 - 田村キョウコ / 歌 - サンタラ
（13話 - 25話）
作詞 - 白木裕子 / 作曲、編曲、歌 - ナチュラル ハイ
- 第29話作為插入曲使用。

「Anything For You」（26話 - 最終話）
作詞 - Pushim / 作曲 - Pushim、H Tanaka、T Watanabe / 編曲 - Pushim、Tanoo.、T Watanabe / 歌 - PUSHIM

### 各話列表
| 話數 | 副標題 | 脚本                    | 分鏡             | 演出             | 作畫監督                                   | 播放日期      |
| ---- | ------ | ----------------------- | ---------------- | ---------------- | ------------------------------------------ | ------------- |
| 1    |        | 十川誠志                | 西森章           | 三宅雄一郎       | 水谷麻美子 をがわいちろを                  | 2005年 1月8日 |
| 2    |        | 十川誠志                | 西森章           | がんどうやちゆき | 渡辺伸弘 水谷麻美子                        | 1月15日       |
| 3    |        | 冨岡淳広                | 菊池一仁         | 菊池一仁         | 高梨光 藤原未来夫                          | 1月22日       |
| 4    |        | 笹野恵                  | 麦野アイス       | 福島一三         | 野道佳代 山崎正和                          | 1月29日       |
| 5    |        | 十川誠志                | 横田和喜         | 横田和喜         | 高梨光 高乗陽子                            | 2月5日        |
| 6    |        | 十川誠志                | 高梨光           | 谷田部勝義       | 清水博幸 藤原未来夫                        | 2月12日       |
| 7    |        | 笹野恵                  | 西森章           | 山内東生雄       | ハットリマスミ                             | 2月19日       |
| 8    |        | 冨岡淳広                | 松園公           | 宮澤通浩         | 浜津武広                                   | 2月26日       |
| 9    |        | 中瀬理香                | 福島一三         | 平田豊           | 増谷三郎 山崎正和                          | 3月5日        |
| 10   |        | 十川誠志                | 桐生勇作         | 神崎ユウジ       | 石井久志                                   | 3月12日       |
| 11   |        | 笹野恵                  | 谷田部勝義       | 谷田部勝義       | 藤原未来夫 箕輪悟                          | 3月19日       |
| 12   |        | 冨岡淳広                | 松園公           | 喜多幡徹         | 鈴木信一                                   | 3月26日       |
| 13   |        | 中瀬理香                | 山崎理           | 山崎理           | 明珍字作                                   | 4月2日        |
| 14   |        | 笹野恵                  | ふもともも       | 山内東生雄       | 藤原未来夫 高乗陽子                        | 4月9日        |
| 15   |        | 愛植男                  | 伊藤真朱         | 伊藤真朱         | 浜津武広                                   | 4月16日       |
| 16   |        | 中瀬理香                | 高梨光           | 木下勇喜         | 増谷三郎 洪淳鎬                            | 4月23日       |
| 17   |        | 冨岡淳広                | 横田和喜         | 大宅光子         | 谷口守泰 吉本拓二                          | 4月30日       |
| 18   |        | 笹野恵                  | 松園公           | 山崎理           | 明珍宇作                                   | 5月7日        |
| 19   |        | 中瀬理香                | 前園文夫         | 鈴木信一         | 鈴木信一                                   | 5月14日       |
| 20   |        | 冨岡淳広                | 伊藤真朱         | 伊藤真朱         | 浜津武広                                   | 5月21日       |
| 21   |        | がんどうやちゆき 愛植男 | がんどうやちゆき | がんどうやちゆき | 堀内博之 佐々木敏子 水谷麻美子 箕輪悟      | 5月28日       |
| 22   |        | 千田拓史                | 吉田英俊         | 木下勇喜         | 洪淳鎬                                     | 6月11日       |
| 23   |        | 中瀬理香                | 高梨光           | 早川啓二         | 坂巻貞彦 佐々木敏子 水谷麻美子             | 6月18日       |
| 24   |        | 中瀬理香                | 高梨光           | 清水聡           | 明珍宇作                                   | 6月25日       |
| 25   |        | 愛植男                  | 上條修           | 上條修           | 服部益実 箕輪悟                            | 7月2日        |
| 26   |        | 岩上敦宏                | 三宅雄一郎       | 麦野アイス       | 藤原未来夫                                 | 7月9日        |
| 27   |        | 岩上敦宏                | 箕ノ口克己       | 箕ノ口克己       | 箕輪悟 高乗陽子 増谷三郎 大塚八愛 後藤孝宏 | 7月16日       |
| 28   |        | 岩上敦宏                | 小松田大全       | 福本潔           | 高橋典子 吉田優子                          | 7月23日       |
| 29   |        | 島田滿                  | 吉田英俊         | 清水聡           | 明珍宇作                                   | 7月30日       |
| 30   |        | 千田拓史                | 鈴木吉男         | 鈴木吉男         | 箕輪悟 上條修 高乗陽子                     | 8月6日        |
| 31   |        | 岩上敦宏                | 麦野アイス       | 麦野アイス       | 箕輪悟 上條修 高乗陽子                     | 8月13日       |
| 32   |        | 島田滿                  | がんどうやちゆき | 早川啓二         | 坂巻貞彦                                   | 8月20日       |
| 33   |        | 千田拓史                | 桑名郁朗         | 小松田大全       | 桑名郁朗                                   | 8月27日       |
| 34   |        | 岩上敦宏                | 吉田英俊         | 清水聡           | 明珍宇作                                   | 9月3日        |
| 35   |        | 吉田英俊                | 松尾慎           | 松尾慎           | 松尾慎                                     | 9月10日       |
| 36   |        | 笹野恵                  | 上條修           | 上條修           | 箕輪悟 佐々木敏子                          | 9月17日       |
| 37   |        | 千田拓史                | つるやまおさむ   | 山崎理           | 藤原未来夫 箕輪悟                          | 9月24日       |

### 播放電視台
| 播放地區     | 播放電視台               | 播放時間                   | 播放延期天數 |
| ------------ | ------------------------ | -------------------------- | ------------ |
| 關東廣域圈   | 東京電視台（製作電視台） | 星期六 24時55分 - 25時25分 | -            |
| 大阪府       | 大阪電視台               | 星期六 25時30分 - 26時00分 | -            |
| 日本全域     | BS东视                   | 星期日 24時30分 - 25時00分 | 1日          |
| 福岡縣       | TVQ九州放送              | 星期一 26時25分 - 26時55分 | 2日          |
| 岡山、香川縣 | 瀨戶內電視台             | 星期二 25時40分 - 26時10分 | 3日          |
| 愛知縣       | 愛知電視台               | 星期三 25時58分 - 26時28分 | 4日          |
| 北海道       | TV北海道                 | 星期三 26時30分 - 27時00分 | 4日          |
| 日本全域     | ANIMAX                   | 星期四 22時30分 - 23時00分 | 33日         |

## 遊戲
- 真相之眼（ギャラリーフェイク）（2005年9月29日發售、PSP、萬代）
  - 類型為冒险游戏。

## 外部連結
- 動畫「Gallery Fake」官方網站 （页面存档备份，存于）（日語）
- 東京電視台・Welcome Gallery Fake （页面存档备份，存于）（日語）